# Coeficient de fricció
El coeficient de fricció o coeficient de fregament expressa l'oposició al moviment que ofereixen les superfícies físiques de dos cossos en contacte. És un coeficient sense dimensions. Normalment es representa amb la lletra grega μ (mu).
El valor del coeficient de fregament és característic de cada parell de materials en contacte; no és una propietat intrínseca d'un material. Depèn a més de molts factors com la temperatura, l'acabament de les superfícies físiques, la velocitat relativa entre les superfícies, etc. La natura d'aquest tipus de força està lligat a les interaccions de les partícules microscòpiques de les dues superfícies implicades.

## Fricció estàtica i fricció dinàmica
La majoria de les superfícies, fins i tot les ben polides, són extremadament rugoses a escala microscòpica. Quan dues superfícies es posen en contacte, el moviment d'una respecte a l'altra genera forces tangencials anomenades forces de fricció, les quals tenen sentit contrari al moviment. La magnitud d'aquesta força depèn del coeficient de fregament dinàmic.
Existeix una altra forma de fregament relacionada amb l'anterior, en la qual dues superfícies rígides en repòs no es desplacen una respecte a l'altra sempre que la força paral·lela al pla tangent sigui prou petita, en aquest cas el coeficient rellevant és el coeficient de fregament estàtic. La condició per a la qual no hi hagi lliscament és que:

{\displaystyle {\frac {F_{\|}}{F_{\bot }}}\leq \mu _{e}}

On: 
{\displaystyle F_{\|}}, és la força paral·lela al pla de tangència que intenta fer lliscar les superfícies.
{\displaystyle F_{\bot }}, és la força normal o perpendicular al pla de tangència.
{\displaystyle \mu _{e}\,}, és el coeficient de fregament estàtic.
Per a superfícies deformables convé plantejar la relació anterior en termes de tensions normal i tangencial en un punt, hi haurà lliscament relatiu si en algun punt:

{\displaystyle {\frac {|\tau |}{|\sigma |}}={\frac {|\mathbf {n} \times \mathbf {T} (\mathbf {n} )|}{|\mathbf {n} \cdot \mathbf {T} (\mathbf {n} )|}}\leq \mu _{e}}

On:
{\displaystyle \mathbf {n} } és el vector normal unitari al pla tangent de contacte entre superfícies.
{\displaystyle \mathbf {T} (\cdot )} és el tensor de tensions en un dels dos sòlids en contacte.

## Angle de fregament

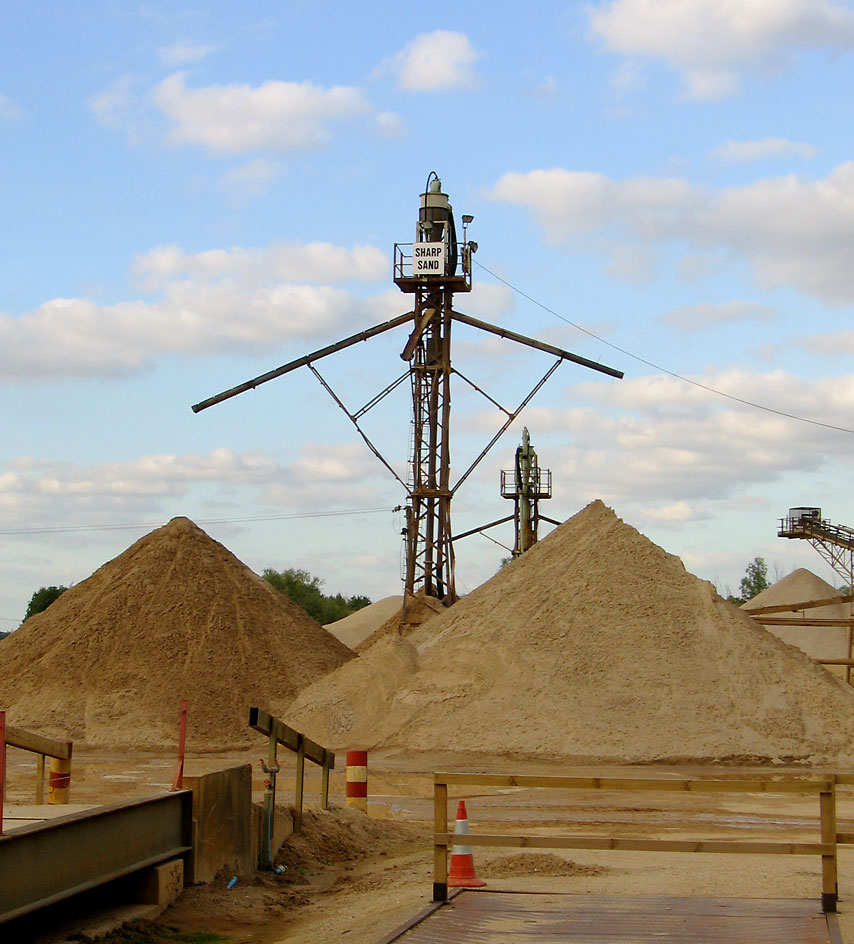
La sorra adopta una forma de conus amb la inclinació del seu angle de fregament intern.

Quan es considera el lliscament d'un cos sobre un pla inclinat, s'observa que en variar la inclinació d'aquest pla, l'objecte inicia el moviment quan s'arriba a un angle d'inclinació crític. Això es deu al fet que en augmentar la inclinació, es redueix gradualment el component perpendicular del pes, la força N, que és proporcional al cosinus de l'angle d'inclinació.
Això és així independentment del pes del cos, ja que a pes més gran, augmenten tant la força que port l'objecte cap avall, com la força normal que genera el fregament. D'aquesta manera, un coeficient de fregament donat entre dos cossos equival a un angle determinat, el qual rep el nom d'angle de fregament.
Exemple : 
Si tenim un carro en una superfície molt inclinada, caiem i el carro relliscarà pel paviment o asfalt, provocant la fricció o el coeficient de fricció:

{\displaystyle \tan \alpha =\mu _{e}\,}

Determinats materials granulars, com l'arena, la grava, els sòls i en general els granels, tenen un determinat coeficient de fregament entre els grànuls que els conformen. L'angle associat és precisament l'angle que formaria un munt estable de dit material, per això aquesta propietat rep el nom d'angle de fregament intern.

## Valors dels coeficients de fricció
| Materials en contacte         | Fricció estàtica | Fricció dinàmica |
| ----------------------------- | ---------------- | ---------------- |
| Gel // Gel                    | 0,1              | 0,03             |
| Vidre // Vidre                | 0,9              | 0,4              |
| Fusta // Cuir                 | 0,4              | 0,3              |
| Fusta // Pedra                | 0,7              | 0,3              |
| Fusta // Fusta                | 0,4              | 0,3              |
| Acer // Acer                  | 0,74             | 0,57             |
| Acer // Gel                   | 0,03             | 0,02             |
| Acer // Llautó                | 0,5              | 0,4              |
| Acer // Tefló                 | 0,04             | 0,04             |
| Tefló // Tefló                | 0,04             | 0,04             |
| Cautxú // Ciment (sec)        | 1,0              | 0,8              |
| Cautxú // Ciment (humit)      | 0,3              | 0,25             |
| Coure // Ferro (fos)          | 1,1              | 0,3              |
| Esquí (encerat) // Neu (0 °C) | 0,1              | 0,05             |
| Articulacions humanes         | 0,01             | 0,003            |